# Giovanni Coli
Giovanni Coli, född 1636 i Monte San Quirico, Lucca, död 24 februari 1681 i Lucca, var en italiensk målare under barockepoken. Han är mest känd för att tillsammans med Filippo Gherardi ha utfört takfresken Slaget vid Lepanto i Galleria Colonna i Rom.

## Biografi
Giovanni Coli var elev till Pietro da Cortona och skulle under dennes ledning 1669 måla kupolen i Santa Maria in Campitelli. Pietro dog dock plötsligt och beställningen blev inte av. Påföljande år fick Coli tillsammans med Filippo Gherardi i uppdrag att freskmåla kupolen i San Nicola da Tolentino. Coli och Gherardi målade Den helige Nikolaus av Tolentinos förhärligande och lät sig inspireras av Pietro da Cortonas kupolfresk i Santa Maria in Vallicella, både vad gäller den övergripande kompositionen och detaljerna.
Mellan 1675 och 1678 utförde Coli och Gherardi monumentala fresker i Palazzo Colonna i Rom. Temat är scener ur amiralen Marcantonio Colonnas liv med slaget vid Lepanto som höjdpunkt.

## Verk i urval
- Takfresker (tillsammans med Filippo Gherardi) – Santa Croce e San Bonaventura dei Lucchesi[2][3]
- Den helige Nikolaus av Tolentinos förhärligande, kupolen (1670–1671; tillsammans med Filippo Gherardi) – San Nicola da Tolentino[4][5]
- Slaget vid Lepanto (1675–1678; tillsammans med Filippo Gherardi) – Galleria Colonna, Palazzo Colonna[6][7]

## Bilder
| - Scen från Slaget vid Lepanto. - Scen från Slaget vid Lepanto. |